# Alucard (personaje de Hellsing)
Alucard (アーカード?) es un personaje del manga, anime y OVA Hellsing, creado por Kōta Hirano. En el anime y en el OVA, la voz japonesa de Alucard es interpretada por Jōji Nakata, la voz inglesa por Crispin Freeman y la voz para Latinoamérica por el venezolano José Manuel Vieira.
Apodado "el ángel de la oscuridad", Alucard es el agente premier de la Organización Hellsing, siendo su guerrero más poderoso.
Remontándose su nacimiento al siglo XV se le considera uno de los vampiros más antiguos. Generalmente, viste de manera victoriana, incluyendo un traje, botas de montar, y una ostentosa corbata de moño intrincadamente atada, cubiertos por un sobretodo bordó (según se muestra en sus recuerdos, esta prenda la usaba Abraham Van Helsing al momento de derrotarlo en 1897). También usa un sombrero fedora con una visera amplia y un par de gafas de sol circulares de marco delgado. Sin embargo, también usa otras vestimentas. Tiene un arsenal increíblemente vasto de poderes sobrenaturales y, además, es un experto tirador; su fuerza mejorada le permite empuñar pistolas que la mayoría de los seres humanos considerarían armamento pesado.
Pelea con ferocidad, aunque a veces se deja vencer a propósito para luego avasallar y pulverizar a sus rivales.